# Penisola di Monte Athos

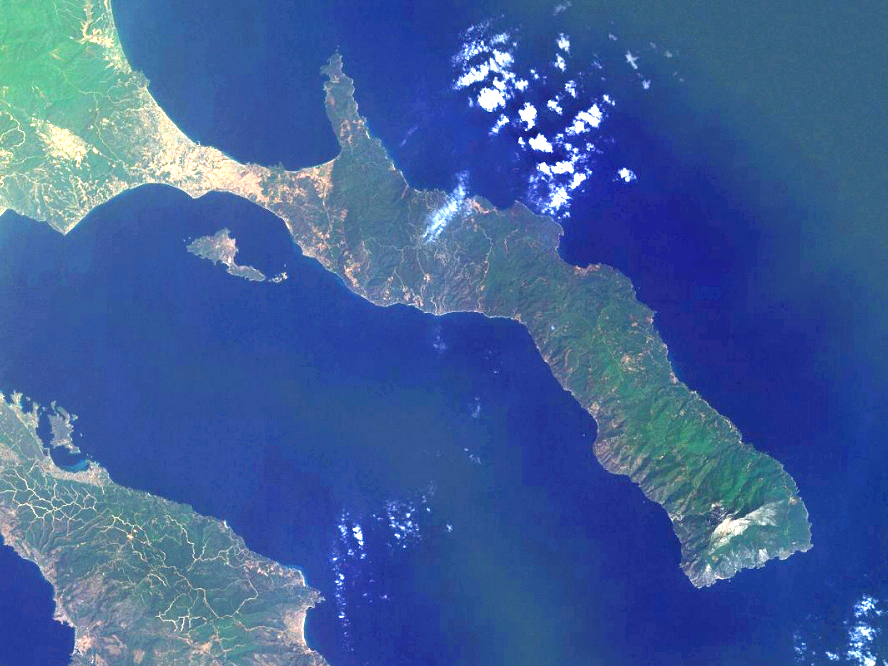
La penisola vista dal satellite

La penisola di Monte Athos è una penisola protesa sul Mar Egeo. Fa parte della più grande Penisola calcidica.